# Somebody That I Used to Know
Somebody That I Used to Know è un singolo del cantautore australiano Gotye, pubblicato il 6 luglio 2011 come secondo estratto dal terzo album in studio Making Mirrors.
Numero uno in oltre trenta paesi, ha reso Gotye un one-hit wonder, diventando il suo singolo e quello di Kimbra più venduto a livello mondiale, con oltre 11,8 milioni di copie vendute; è anche uno dei singoli più venduti di sempre.

## Descrizione
Il brano, cantato in collaborazione con la cantante neozelandese Kimbra, è stato scritto dallo stesso Gotye, a proposito delle proprie esperienze nei rapporti sentimentali. La base è stata registrata utilizzando il campionamento della canzone infantile Baa Baa Black Sheep per la melodia principale mentre, come accompagnamento, quello del brano strumentale Seville di Luiz Bonfá, uno dei più raffinati interpreti della bossa nova brasiliana: Gotye lo ha dichiarato in un'intervista nel 2013, accettando di condividere con gli eredi del defunto Bonfá il 45% dei royalties derivati dalla canzone.

## Video musicale
Nel video musicale, Gotye canta nudo in una stanza che piano piano si colora. Durante il ritornello, anche il cantante viene dipinto, fino ad essere quasi indistinguibile dal muro. Poi appare Kimbra, colorata anche lei nel medesimo modo, che si avvicina a Gotye, ma che piano piano perde i colori del muro.

## Accoglienza
Parallelamente alla sua fortuna commerciale, il brano è stato lodato dai critici. John Watson, manager di Gotye con Danny Rogers, ha affermato a proposito del suo successo: "non abbiamo mai visto una canzone entrare in un contatto più spontaneo e profondo con così tante persone. È un brano registrato e un video molto speciale". Il brano era stato preannunciato come una futura hit per il mercato britannico dal blog musicale This Must Be Pop.. Il brano ha vinto il premio "Record of the Year" e "Best Pop Duo/Solo Performance" alla 55ª cerimonia dei Grammy Awards.

## Successo commerciale
Il brano è stato molto acclamato dalla critica musicale e ha riscosso un sorprendente successo in Australia, detenendo la #1 per otto settimane, divenendo la prima canzone australiana che ha passato più tempo al primo posto da Truly Madly Deeply dei Savage Garden nel 1997. Il singolo ha conquistato anche il mercato europeo, riscuotendo molto successo in Belgio, Regno Unito, Irlanda, Germania, Austria e Italia dove è volato alla #1. In Polonia, ha mantenuto la #1 per 18 settimane, divenendo il più grande successo di sempre della Polskie Radio Program III. Ha avuto anche un grande successo negli Stati Uniti, dove è riuscito ad imporsi al numero uno, primo singolo di Gotye, e a rimanerci otto settimane consecutive.
Il singolo è risultato essere il più venduto negli Stati Uniti del 2012 proprio come è stato progettato, con oltre 6 713 000 copie vendute. A livello mondiale, invece, è arrivato al secondo posto con oltre 11,8 milioni di copie vendute diventando uno dei singoli più venduti di sempre. Con oltre 1 400 000 download digitali, è risultato il terzo singolo più venduto nel Regno Unito a livello digitale.

## Classifiche

### Classifiche settimanali
| Classifica (2011-12) | Posizione massima |
| -------------------- | ----------------- |
| Australia            | 1                 |
| Austria              | 1                 |
| Belgio (Fiandre)     | 1                 |
| Belgio (Vallonia)    | 1                 |
| Canada               | 4                 |
| Danimarca            | 1                 |
| Finlandia            | 1                 |
| Francia              | 1                 |
| Germania             | 1                 |
| Irlanda              | 1                 |
| Italia               | 1                 |
| Lussemburgo          | 1                 |
| Norvegia             | 2                 |
| Nuova Zelanda        | 1                 |
| Paesi Bassi          | 1                 |
| Polonia              | 1                 |
| Regno Unito          | 1                 |
| Repubblica Ceca      | 2                 |
| Slovacchia           | 1                 |
| Spagna               | 3                 |
| Stati Uniti          | 1                 |
| Sudafrica            | 3                 |
| Svezia               | 1                 |
| Svizzera             | 2                 |
| Ungheria             | 1                 |

### Classifiche di fine anno
| Classifica (2011) | Posizione |
| ----------------- | --------- |
| Australia         | 2         |
| Nuova Zelanda     | 3         |
| Classifica (2012) | Posizione |
| Australia         | 40        |
| Austria           | 2         |
| Belgio (Fiandre)  | 10        |
| Belgio (Vallonia) | 1         |
| Canada            | 1         |
| Danimarca         | 1         |
| Finlandia         | 2         |
| Francia           | 2         |
| Germania          | 4         |
| Irlanda           | 2         |
| Italia            | 4         |
| Nuova Zelanda     | 10        |
| Paesi Bassi       | 13        |
| Polonia           | 2         |
| Regno Unito       | 1         |
| Spagna            | 6         |
| Stati Uniti       | 1         |
| Svezia            | 2         |
| Svizzera          | 2         |

### Classifiche di fine decennio
| Classifica (2010-19) | Posizione |
| -------------------- | --------- |
| Russia               | 2         |
| Stati Uniti          | 8         |

### Classifiche di fine secolo
| Classifica (2000-2024) | Posizione |
| ---------------------- | --------- |
| Stati Uniti            | 18        |

### Classifiche di tutti i tempi
| Classifica (1958-2021) | Posizione |
| ---------------------- | --------- |
| Stati Uniti            | 36        |

## Cover

### Versione degli Walk off the Earth
Il 6 gennaio 2012 il gruppo musicale canadese Walk off the Earth ha pubblicato come singolo una cover del brano, accompagnata da un video su YouTube che mostra i cinque componenti della band eseguire la canzone suonando una sola chitarra simultaneamente. Il video ha ricevuto in meno di quattro mesi oltre 100 milioni di visualizzazioni.

#### Esibizioni dal vivo
Il gruppo ha eseguito live il brano al The Ellen DeGeneres Show, sempre con l'utilizzo di una sola chitarra.

#### Classifiche
| Classifica (2012) | Posizione massima |
| ----------------- | ----------------- |
| Austria           | 30                |
| Belgio (Fiandre)  | 30                |
| Belgio (Vallonia) | 28                |
| Canada            | 13                |
| Danimarca         | 12                |
| Francia           | 80                |
| Paesi Bassi       | 9                 |
| Regno Unito       | 80                |
| Svezia            | 45                |
| Svizzera          | 54                |

### Versione dei Mayday Parade
Il gruppo musicale statunitense Mayday Parade ha pubblicato una cover del brano il 16 ottobre 2012, realizzata con il cantante dei Pierce the Veil Vic Fuentes, che interpreta la parte cantata da Kimbra nella versione originale. Il brano è stato successivamente inserito nella compilation Punk Goes Pop 5, pubblicata il 6 novembre 2012.

#### Classifiche
| Classifica (2012)          | Posizione massima |
| -------------------------- | ----------------- |
| Stati Uniti (rock)         | 18                |
| Stati Uniti (rock digital) | 16                |
| Stati Uniti (heatseekers)  | 19                |

### Altre reinterpretazioni
- Nell'agosto 2011 la band australiana Eskimo Joe ha pubblicato un video nel quale suona il brano con l'aiuto di un computer parlante.
- Il cast della serie televisiva Glee ha eseguito una cover del brano nell'episodio 15 della terza stagione, interpretato da Darren Criss e Matthew Bomer.
- Il 16 maggio 2012 la band statunitense Fun. ha eseguito una cover dal vivo su BBC Radio 1 con la cantante dei Paramore Hayley Williams.
- Nel 2012 il brano è stato remixato dai Miami Nights 1984.
- Il 22 luglio 2020 i Three Days Grace hanno pubblicato la loro cover del brano.
- Il 6 marzo 2021 Justin Bieber ha pubblicato il singolo Hold On, che contiene alcune interpolazioni del brano.[79]
- Il 4 marzo 2025 Doechii ha messo in commercio Anxiety, che si basa su un campionamento del brano; la stessa Anxiety, originariamente diffusa tramite il suo canale YouTube, è stata interpolata a sua volta da Sleepy Hallow nella traccia omonima del suo disco Boy Meets World (2023).[80]